# Grand Central Railway
Pour les articles homonymes, voir Grand Central.
Grand Central Railway, aussi nommé Grand Central, est une compagnie subsidiaire de Arriva UK Trains. Elle opère des trains  de voyageurs entre King’s Cross, Londres et Sunderland depuis 2007, et entre King’s Cross et Bradford Interchange depuis 2010.

## Histoire
La compagnie est fondée le 25 avril 2000 avec l’objectif d’offrir des services  ferroviaires non-franchisés. Des premières tentatives à commencer des services passagers entre Newcastle upon Tyne et Bolton sont refusées par l’Office de régulation du rail en 2004. Une demande en 2005 d’opérer trains entre Sunderland et Londres et entre Bradford et Londres est satisfaite en partie en 2006, et la compagnie commence les services entre Sunderland et Londres en 2007, avec les services entièrement disponibles en mars 2008. La permission d’opérer trains entre Bradford et Londres est donnée en 2008, en 2009 la compagnie acquiert le droit à un quatrième train entre Sunderland et Londres. Les services entre Bradford et Londres commencent le 23 may 2010. La compagnie est acquise par Arriva en novembre 2011. Les droits d’exploitation sont étendus jusqu’à 2026.

## Liaisons
Grand Central assure deux liaisons. L’une est nommé North Eastern Service et relie Sunderland et Londres avec cinq services par jour lundi à samedi et quatre services le dimanche. Ils s’arrêtent à Hartlepool, Eaglescliffe, Northallerton, Thirsk and York. L’ autre, nommé West Riding Service ou West Yorkshire Service, relie Bradford et Londres avec quatre services par jour qui s’arrêtent à Low Moor, Halifax, Brighouse, Mirfield, Wakefield Kirkgate et Doncaster.